# Mahehia laticauda
Mahehia laticauda är en kräftdjursart som beskrevs av Gustav Budde-Lund1913. Mahehia laticauda ingår i släktet Mahehia och familjen Porcellionidae. Inga underarter finns listade i Catalogue of Life.